# ایلکیرش-گرافن‌شتادن
شهر ایلکیرش-گرافن‌شتادن (به آلمانی: Illkirch-Graffenstaden) در شهرستان برن در ناحیه آلزاس با جمعیت ۲۶٬۳۶۸ نفر در کشور فرانسه واقع شده‌است.